# Агостіно Барбаріго
Агостіно Барбаріго (італ. Agostino Barbarigo) — 74-й венеційський дож у 1486—1501 роках.

## Життєпис
Родина Барбаріго була однією з найвпливовіших та найбагатших у Венеції. Сім'я мала великі володіння на Криті, у Вероні та Тревізо. Крім двох дожів, Агостіно та Марко Барбаріго, з родини також вийшло безліч прокураторів і кардиналів. Був сином Франческо Барбаріго з гілки Санта-Марія Дзобеніго, прокуратора Святого Марка, і Кассандри Морозіні.
1478 року призначено подестою Верони. 1482 року стає подестою Падуї. 1483 року отримує посаду табірного проведитора (польового військового комісара) Полезіни (області уздовж річки По), де набув досвіду військової кампанії під час війни з Феррарою. 1484 року стає прокуратором Святого Марка.

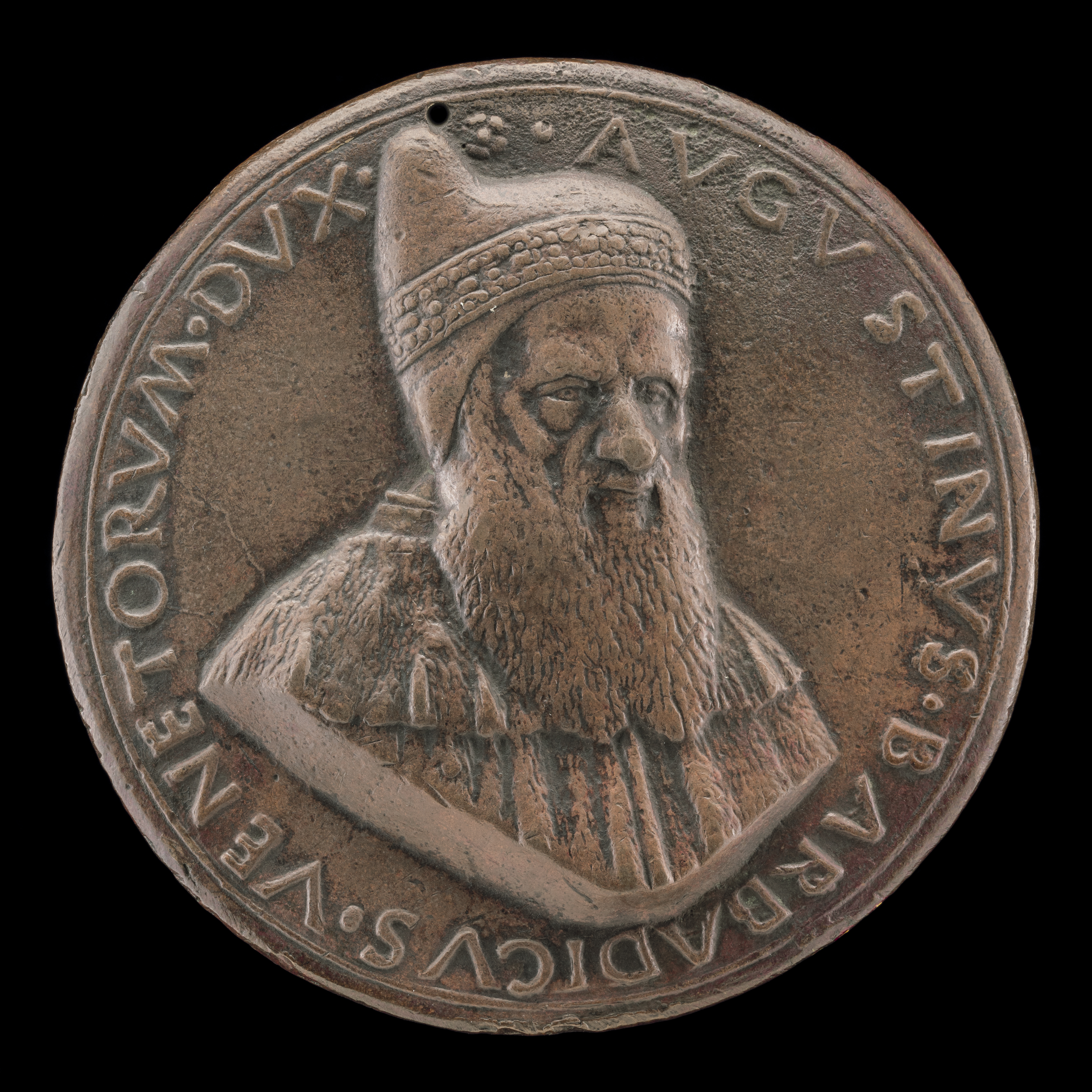
Медаль з зображенням Агостіно Барбаріго

30 серпня 1486 року Барбаріго став дожем після свого брата Марко Барбаріго, який правив всього рік. Випередив Бернардо Джустініані, представника старого патриціату. Призначення брата померлого дожа викликала бурхливу реакцію населення. На виборах Агостіно протистояв дипломату і письменнику Бернардо Джустініані, представникові старих сімейств республіки, що дало початок інтригам і напруженості.
1487 року почався збройний конфлікт з ерцгерцогом Сигізмундом Габсбургом, герцогом Передньої Австрії, за прикордонні землі в області Трентіно. Венеція зуміла зберегти усі свої володіння. У 1489 році вдалося приєднати до венеційських володінь Кіпр.
Його стосунки з османським султаном Баязидом II спочатку були дружніми, але з 1492 року вони ставали дедалі напруженішими. 
10 квітня 1495 року спільно з Папською державою був ініціатором коаліції, щоб витіснити французького короля Карла VIII з Італії, що призвело до битви при Форново під час відступу французів. Венеція отримала за участь в коаліції міста Монополі, Поліньяно, Трані, Бріндізі, Отранто і Галліполі в Апулії. Але невдовзі Барбаріго ініціював втручання ув ійну на боці Пізанської республіки, що спричинило конфлікт з Флорентійською республікою та усіма її союзниками, поставивши Венецію в ізоляцію з боку більшості італійських держав.
У 1499 році почалася війна з Османською імперією. Венеціанських купців у Стамбулі заарештували, а війська вторглися боснійського санджакбея Скендер-паши Михайловича вдерлися до Далмації та досягли Зари. Венеціанський флот був розбитий у битві при Дзонкіо, а Республіка втратила свою базу в Лепанто. 
Незважаючи на особисту опозицію дожа, у лютому 1499 року Венеція підписала Блуаський договір — військовий союз з Людовиком XII, королем Франції, проти Міланського герцогства. Барбаріго вважав це відволіканням від османської загрози.
1500 року було втрачено Модоне та Короне, що означало втрату ключових позицій на Пелопоннесі та всіх основних проміжних зупинок для венеціанських кораблів, що пливли до Леванту. У відповідь того ж року венеційці захопили Кефалонію. 15 травня 1501 року було укладено антиосманський союз з Папською державою та Угорським королівством. 
За його правління мешканці Священної Римської імперії, жиди, мешканці інших італійських міст, перси, турки та вірмени заснували у Венеції власні торгові будинки, квартали та вулиці.
Під час його перебування на посаді дожа було спроектовано та завершено будівництво вражаючої Годинникової вежі на площі Святого Марка з аркою, через яку вулиця Мерчерія веде до Ріальто. Спочатку фігура дожа була зображена на колінах перед левом Святого Марка на верхньому поверсі під дзвоном, але її було прибрано французами в 1797 році.
Запровадив до церемонії прийняття присяги дожа поцілунки рук та колінопреклоніння, що зробило його ненависним у Венеції. Його схильність до подарунків, жадібність, зарозумілість, образи, схильність до кумівства, звинувачення у таємних угодах та ігнорування присяги дожа призвели до ретельного розслідування його фінансового становища після його смерті. 
Він мав п'ятьох дітей від шлюбу з Ізабеллою Сорандцо. 
Агостіно Барбаріго помер 20 вересня 1501 року.

## Вшанування
На честь Агостіно Барбаріго були названі два підводні човни італійського флоту - Agostino Barbarigo (1918) та Agostino Barbarigo (1938).